# Vitex agnus-castus
L'agnocasto (Vitex agnus-castus) è un arbusto della famiglia delle Verbenacee (Lamiaceae secondo la classificazione APG III), diffuso negli ambienti umidi mediterranei. Vitex agnus castus L. è il nome botanico della pianta. Nomi volgari assai diffusi in Italia sono "Pepe falso" (poiché i frutti maturi ed essiccati sono simili al Pepe nero) o "Pepe dei monaci". La pianta è anche conosciuta internazionalmente come Chasteberry, Chaste tree, Monk's pepper.

## Descrizione botanica
L'agnocasto è una pianta arbustiva perenne di altezza a completo accrescimento fino a 5–6 m con foglie palmatocomposte di colore verde ed infiorescenze rosa-blu.

## Usi e attività farmacologiche
L'agnocasto viene tradizionalmente indicato, in ambito erboristico,  per problemi legati alla salute riproduttiva nelle donne (es. irregolarità del ciclo mestruale, sintomi premestruali, dismenorrea spasmodica e nei casi di ridotta produzione di latte materno). 
Tuttavia, nonostante numerosi studi, le prove cliniche sull'efficacia dell'agnocasto sono limitate soprattutto a causa della non elevata affidabilità degli studi per bias cognitivi e problemi metodologici negli studi. 
In numero limitato, studi clinici controllati e di alta qualità hanno valutato l'efficacia dei preparati di V. agnus-castus nel trattamento dei sintomi associati alla sindrome premestruale. Nonostante un'ampia risposta positiva al placebo osservata in questi studi (circa il 50%) e l'eterogeneità nelle condizioni di prova, una revisione sistematica del 2010 ha rilevato che l'estratto di agnocasto ha dimostrato un beneficio generale nel ridurre i sintomi fisici avversi. 
Il Ministero della Sanità tedesco indica l'utilizzo della droga per le anomalie del ciclo mestruale, per la sindrome premestruale e per la mastodinia.  Nonostante queste raccomandazioni, ci sono diverse indicazioni che Vitex agnus-castus presenta diversi effetti avversi e dovrebbe essere evitato durante la gravidanza a causa della possibilità di complicazioni. 
Gli effetti avversi più frequenti derivanti dall'uso di vitex includono nausea, mal di testa, disturbi gastrointestinali, disturbi mestruali, affaticamento e disturbi della pelle.
Non esiste consenso sull'efficacia degli estratti di agnocasto nell'aumentare la produzione di latte materno ma la EMA non ne raccomanda l'uso. Il latte materno umano, analizzato chimicamente, non ha rivelato cambiamenti di composizione prima e dopo l'uso dell'agnocasto. Nonostante la generale bassa tossicità dell'agnocasto e la mancanza di prove che i suoi costituenti chimici passino nel latte, i prodotti a base d'agnocasto dovrebbero essere evitati durante l'allattamento perché la loro sicurezza non è stata accertata. 
Il meccanismo d'azione sembra essere legato ad una diminuzione del rilascio dell'ormone follicolo stimolante e ad un aumento del rilascio dell'ormone luteinizzante e della prolattina.